# Реверс 666
«Реверс 666» (англ. Exeter) — кинофильм режиссёра Маркуса Ниспеля. В Великобритании фильм открыл фестиваль фильмов ужасов в Глазго в феврале 2015 года. Премьера в российском прокате состоялась 16 июля 2015 года.

## Сюжет
Группа подростков случайно выпускает на волю злого духа, который начинает вселяться в них по одному. На одной тайной сумасшедшей вечеринке двое взбалмошных подростков, отправившись за выпивкой в одну из комнат большого дома, находят старый магнитофон. Приятным бонусом к находке станет музыкальная плёнка, которую герои решат воспроизвести.
И тут начнётся самое настоящее «веселье», потому что подростки выпустят наружу живущего в магнитофоне демона: он ждал часа «X», чтобы выбраться наружу и сразу же в кого-нибудь вселиться. И вместо крутой вечеринки подросткам придётся стать настоящими монстрами, сознание которых заполоняет неконтролируемая ненависть ко всему живому.

## В ролях
| Актёр          | Роль        |
| -------------- | ----------- |
| Стивен Лэнг    | Отец Конуэй |
| Кевин Чэпмен   | Грир        |
| Келли Блац     | Патрик      |
| Бриттани Карен | Рейн        |
| Бретт Дир      | Брэд        |
| Гейдж Голайтли | Эмбер       |
| Ник Нак        | Ноулз       |
| Ник Норделла   | Дрю         |
| Майкл Ормсби   | Рори        |